# Ducati 999
La 999 est une moto sportive construite par Ducati. Elle est apparue pour la première fois en 2003. Elle a la lourde tâche de remplacer ses illustres aînées 916, 996 et 998. La 999 présente une esthétique tranchée, les lignes sont taillées à la serpe. Elle est dessinée par Pierre Terblanche. Le moteur est un classique bicylindre en V à 90° type Testastretta. L'alimentation se fait par un système d'injection électronique Magneti Marelli. Le cadre est un habituel treillis tubulaire en acier. Côté équipement, comme sur toutes les Ducati, le freinage est confié à Brembo.

## 999
La 999 standard sort en 2003. Contrairement à ce que l'on pourrait penser, le moteur a une cylindrée de 998 cm3. Il développe 124 ch. Côté partie-cycle, les suspensions sont confiées à Showa. Elle est disponible en version monoposto ou biposto, en jaune ou rouge.
En 2005, la moto évolue. L'esthétique est retravaillée. Le moteur, remanié pour se rapprocher de celui des machines évoluant en championnat mondial Superbike, délivre 140 ch à 9 750 tr/min. Le couple passe à 11,1 kg m à 8 000 tr/min. Le poids est en baisse de 13 kg,. Une nouvelle couleur apparait sur la version biposto : le noir.
Le 26 mars 2006, le circuit de Brand Hatch a vu le lancement d'une version spéciale de 749 et 999 Airwaves Replica, reprenant la décoration des machines qui courent le championnat anglais de Superbike, aux mains de Gregorio Lavilla et Leon Haslam. Cette série est limitée à trente exemplaires, 749 et 999 réunis. Les 12 250 £ à débourser comprennent également un certificat d'authenticité et un accès VIP pour accéder au paddock de la manche du championnat de Superbike anglais de son choix.

## 999S

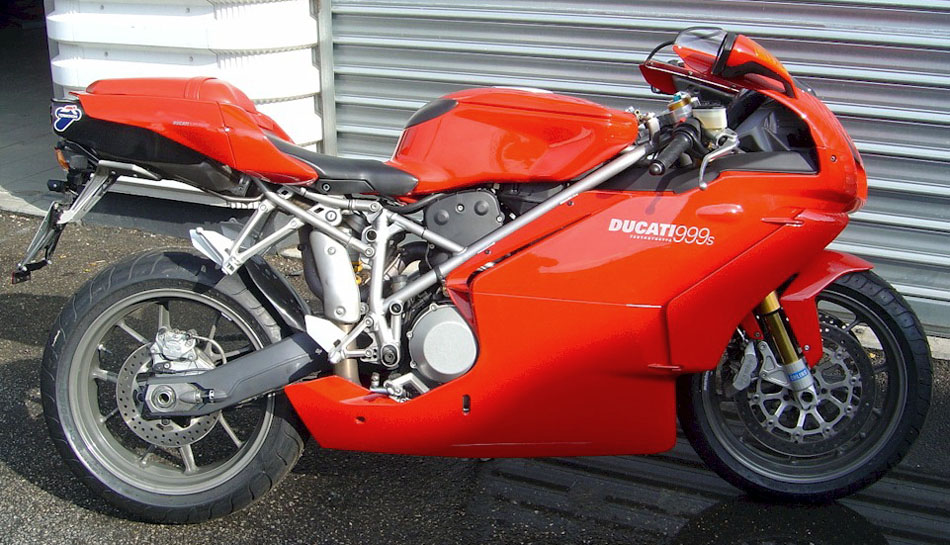
999S.

La 999S est une version mieux équipée de la 999. On trouve des éléments de suspension tirés du catalogue Öhlins, la fourche a un débattement légèrement moindre (120 mm). Le moteur équipé de bielles en titane, développe 136 ch à 9 750 tr/min pour un couple de 10,8 kg m à 8 000 tr/min. Elle est disponible en version monoposto ou biposto, en jaune ou en rouge. Suivant les pays, elle est livrée avec un kit racing : silencieux Termignoni et sa demi-ligne ainsi que d'un ECU racing.
En 2005, le carénage perd du poids et est élargi au niveau de la tête de fourche, les ouvertures supérieures disparaissent. Elle prend le bras oscillant de la R (plus léger et rigide) ainsi que ses étriers de frein avant radiaux et a une nouvelle fourche Öhlins. Le moteur gagne 7 ch pour le même régime. Le couple augmente lui aussi de 0,6 kg m pour le même régime. Elle est disponible en noir avec un cadre noir et rouge avec un cadre rouge, en version biposto et monoposto. Elle perd encore quelques kilogrammes.
Une version Team USA, disponible uniquement aux États-Unis, est présentée en août 2006. Elle reprend les couleurs de la moto qui court en Superbike entre les mains de Ben Bostrom et Neil Hodgson. Produite à 150 exemplaires, elle est vendue 19 995 $.

## 999R
La 999R est une version plus musclée de la 999. Elle est une « vraie » 999, puisque le moteur a une cylindrée de 999 cm3. L'alésage passe à 104 mm et la course à 58,8 mm. Il est annoncé pour 139 ch à 10 000 tr/min et le couple de 11 kg m à 8 000 tr/min. Comme sur le modèle S, Öhlins fournit la fourche et l'amortisseur arrière. Comme elle sert de base à l'engagement en Superbike, la 999R est plus légère que les autres 999, elle pèse 193 kg. Elle est disponible uniquement en version monoposto et de couleur rouge.
En 2005, le moteur bénéficie de 11 ch supplémentaires à 250 tr/min plus bas. Le couple passe à 11,9 kg m à 8 000 tr/min. Le poids diminue de 12 kg.
En 2004 et 2005, deux séries spéciales apparaissent aux couleurs des sponsors de la firme en superbike. Ces deux séries se nomment respectivement « Fila » et « Xerox » :
- la 999R Fila est disponible en 200 exemplaires, contre 30 000 €. Elle offre un échappement compétition, une housse, une béquille de stand, une puce et des jantes forgées ;
- la 999R Xerox, pour 32 000 €, est produite à 300 exemplaires dont 16 pour le marché français. Elle utilise des échappements Termignoni.

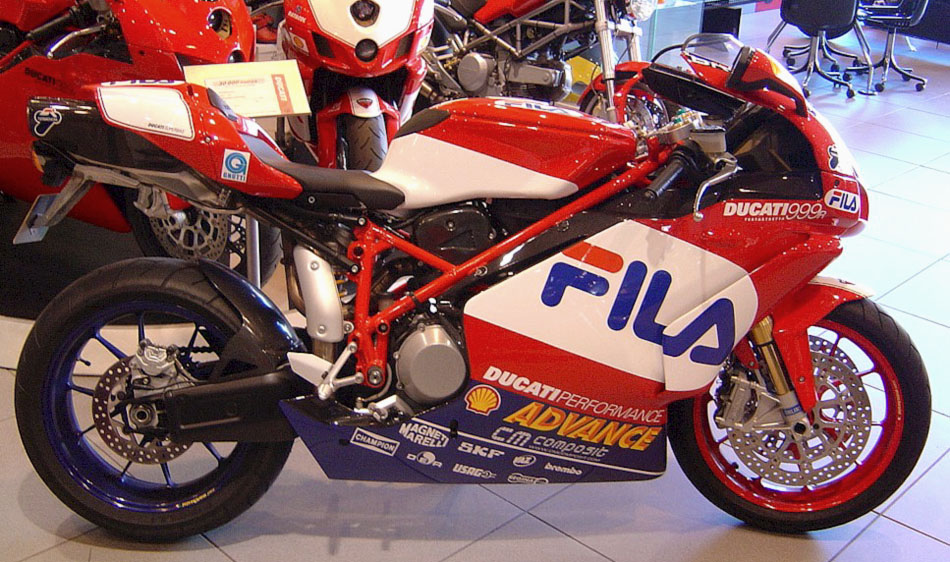
999R Fila.
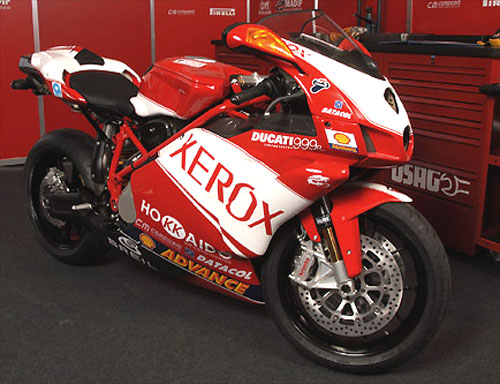
999R Xerox.